# Месдоза

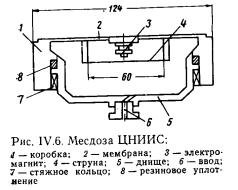

Месдоза (реже «мессдоза», от нем. Meßdose, нем. Messdose — дословно «измерительная банка») — род или часть динамометра, силоизмерительное устройство, как правило, основанное на использовании тензометрических или манометрических датчиков.
Основным элементом месдозы является упругий элемент, помещённый между массивными деталями, представляющими собой ступенчатый цилиндр. Обычно вся конструкция помещается в защитный кожух.
Часто словом «месдоза» обозначают только сам упругий элемент динамометра или динамографа.

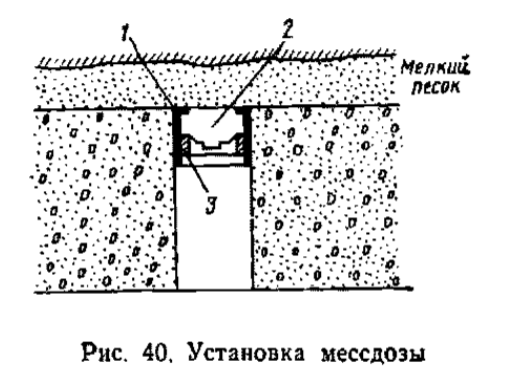
Пример установки месдозы для измерения давления верхних слоев почвы при прокладки туннеля. 1 — стальное кольцо с внутренней резьбой. 2 — месдоза. 3 — опорное кольцо

Размеры и материал упругого элемента подбираются так, чтобы напряжения в нём были как можно больше (будет выше точность измерений), однако не превышали предел упругости.
Тензометрические датчики на упругом элементе соединяют в мостовую схему.
При изменении сопротивления датчиков возникает ток разбаланса, пропорциональный упругой деформации.
Существует большое количество разнообразных конструкций месдоз, которые различаются формой упругого элемента
(цилиндр, кольцо, шар), типом применяемого датчика (емкостные, индуктивные, магнитоупругие и др.),
а также конструктивным оформлением вспомогательных элементов (элементы для крепления месдозы, её герметизации; выводы проводов; охлаждения и т. д.)
Для получения более точных результатов месдозы следует располагать в зоне непосредственного действия измеряемого усилия.
Например, при измерении усилия прокатки месдозу устанавливают под нажимными винтами стана, при определении усилия ковки — под нижним бойком и т. д.